# Britannico (Racine)
Il Britannico è una tragedia in cinque atti di Jean Racine.
Concepita in seno alla rivalità con Corneille, Britannicus è la prima tragedia romana dell'autore. Si ispira agli Annales di Tacito.

## Trama

### Antefatto
Agrippina, divenuta moglie dell'imperatore Claudio, riesce a far nominare suo successore il figlio Nerone, avuto da un precedente matrimonio, al posto di Britannico, figlio legittimo di Claudio e fratellastro di Nerone.

### Atto primo
Anziché mostrare gratitudine nei confronti della madre, Nerone la tiene lontana dall'esercizio del potere, negandole di incontrarlo e facendo rapire Giunia, segretamente innamorata di Britannico. Agrippina concepisce il gesto come un atto di ostilità nei suoi riguardi, perché l'unione tra Giunia e Britannico è da lei favorita, al fine di addolcire la posizione di entrambi (il fratello di Giunia, Silano, si era ucciso dopo che gli era stata negata la possibilità di sposare Ottavia). L'istitutore di Nerone, Burro, tenta di calmarla, rivendicando da un lato l'autonomia del potere imperiale, dall'altro la mancanza di fondamento dei sospetti di Agrippina, che vede in ogni azione del figlio un gesto rivolto contro di lei.
Appreso del rapimento, Britannico è in preda all'agitazione: l'amico liberto Narciso gli dice, ingannandolo, di riporre ogni fiducia in lui. Pregherà Nerone affinché possa incontrare la fanciulla.

### Atto secondo
Il rapimento di Nerone è stato compiuto per ragioni prettamente politiche, ma quando l'imperatore vede la bella Giunia, vissuta sino allora reclusa, se ne innamora realmente. Si decide così a ripudiare Ottavia, discendente di Augusto e sorella di Britannico, con il pretesto di non aver avuto figli da lei.
Giunia deve quindi rinunciare a Britannico nonostante ne sia sinceramente ricambiata, poiché Nerone la mette di fronte a una scelta: o lo abbandona e convola a nozze con lui, o farà uccidere il giovane. Le impone così un incontro al quale assisterà di nascosto, avvertendo Giunia che si accorgerà di ogni suo minimo moto di pietà. Sotto gli occhi di Nerone la donna mostra freddezza verso Britannico.

### Atto terzo
Venuto a conoscenza delle intenzioni di Nerone, oltre che del suo ordine di esiliare il liberto Pallade, attorno a cui si sono riuniti Agrippina e un gruppo di sediziosi, Burro dispera di tenere a freno l'imperatore. Tenta allora senza successo di convincere la madre a non inasprire ulteriormente il loro rapporto. Intanto, Giunia raggiunge Britannico, incapace di nascondergli l'amore represso nel colloquio precedente. Dopo che i due si sono giurati eterno amore, Giunia prega l'amato di fuggire, ma Nerone li coglie di sorpresa e li fa arrestare insieme ad Agrippina.

### Atto quarto
Nerone consente ad Agrippina di avere un colloquio con lui: la madre gli rinfaccia tutti i sotterfugi messi in atto e gli sforzi prodigati affinché divenisse imperatore, ma il figlio ribatte che tutte le trame sono state imbastite nell'interesse di lei. Nerone non è che un fantoccio attraverso cui la donna governa. Messa in disparte, vorrebbe ora sostituirlo con Britannico. Agrippina respinge le accuse e pretende la revoca degli ordini di Nerone. Il sovrano finge allora di cedere; si riconcilierà con il rivale, tratterrà Pallade a Roma e lascerà ad Agrippina la scelta dello sposo per Giunia.
Burro rimane molto sorpreso quando Nerone gli confida che la sua vera intenzione è quella di uccidere Britannico. Tenta di dissuaderlo, di illustrargli la possibile reazione del popolo, la necessità di perseverare sulla via della crudeltà dopo aver intrapreso un cammino senza ritorno. Con Narciso l'imperatore si mostra esitante, risospinto verso il delitto dalle parole del liberto.

### Atto quinto
Non riuscendo a capacitarsi di un repentino cambiamento, Giunia prova un grande turbamento nel lasciare Britannico, il quale è atteso da Nerone per bere nella tazza del giuramento. Il giovane parte senza sospettare nulla, e anche Agrippina crede lontano ogni pericolo, contenta di aver ristabilito il suo potere. Subito dopo, però, Burro reca la notizia della morte di Britannico. Giunia corre dall'amato, mentre sulla scena compare la confidente di Agrippina, Albina, che racconta del nappo avvelenato.
Quando Nerone apprende la scelta di Giunia, rifugiatasi tra le vestali (Narciso, perfido consigliere, viene ucciso dalla folla), si abbandona allo sconforto e alla disperazione, sicché Burro auspica possa pentirsi e non compiere altre nefandezze.

## L'opera
Britannico segna il ritorno alla tragedia dopo la parentesi comica del 1668, anno in cui Racine mise in scena I litiganti. Benché Andromaca (1666) avesse riscosso un grande successo di pubblico, i critici non si erano mostrati favorevoli all'autore: veniva attaccato in particolare il ricorso eccessivo allo stile galante e alla passione amorosa. Dopo la rappresentazione di Andromaca, il corneliano Saint-Évremond pubblicò una Dissertation sur le Grand Alexandre, in cui venivano evidenziati i difetti di Racine e ci si auspicava che Corneille adottasse il giovane tragediografo per « formarlo ». Molière, inoltre, fece rappresentare dalla sua compagnia La Folle Querelle di Subligny, parodia dell'Andromaca, preceduta da una prefazione decisamente severa.
In risposta alle critiche, Racine decise di misurarsi con un soggetto romano, conciliando gli elementi galanti con una maggior gravità.
Se da un lato il cimento con l'antica Roma e la tematica politica voleva essere un tentativo di superare Corneille - ancora unanimemente considerato il miglior tragediografo del tempo, e particolarmente apprezzato proprio per opere di questo genere -, bisogna ricordare che le tragedie di argomento romano costituivano una tappa obbligata per chi ambisse a una consacrazione definitiva: erano le più amate dal pubblico e le più scelte dagli autori. Inoltre, una simile svolta mirava a ribattere le critiche mosse alla sua poetica e a dimostrare di poter affrontare opere maggiormente impegnate, più che ad inasprire lo scontro con l'autore di Cinna.
Il soggetto è tratto dagli Annales di Tacito, testo sino a quel momento poco utilizzato per le riduzioni tragiche. Racine riportò con una certa fedeltà gli avvenimenti relativi alla morte del protagonista, ma si concesse anche varie licenze, attribuendo a Britannico due anni di più e sostanzialmente inventando il personaggio di Giunia, che esistette realmente ma non ebbe alcun legame con Britannico.
La prima rappresentazione si tenne all'Hôtel de Bourgogne venerdì 13 dicembre 1669: il celebre Floridor era Nerone, il ruolo di Britannico fu affidato a Brécourt, quelli di Agrippina e Giunia alla Des Œillets e alla D'Ennebault. Fu un mezzo insuccesso, ma presto la pièce riscosse grandi consensi.